# کهنک (هودیان)
کهنک یک روستا در ایران است که در دهستان هودیان شهرستان دلگان واقع شده‌است. کهنک ۸۴ نفر جمعیت دارد.